# Peter Raeburn
Peter Raeburn es un compositor de canciones y productor musical inglés de origen sudafricano.
Es muy conocido por su trabajo en las películas del director Jonathan Glazer: Sexy Beast, Reencarnación y Under the Skin. Raeburn ayudó a dar forma a la banda sonora de la película de Lars von Trier, Breaking the Waves y compuso la música para Creating Freedom: Lottery of Birth, de Raoul Martinez y Joshua van Praag, que fue nominada a Mejor Documental en el Festival de Cine de Raindance. La música de Raeburn fue presentada extensamente en Blue Valentine, protagonizada por Ryan Gosling y Michelle Williams y fue consultor musical de Mandela: Long Walk to Freedom, dirigida por Justin Chadwick, película que fue nominada para un Óscar y un Globo de Oro por la música. Raeburn compuso tanto la partitura como las canciones para el largometraje de Joshua Leonard The Lie, así como el largometraje basado en el libro infantil Molly Moon.
Las producciones de Raeburn incluyen anuncios comerciales de marcas conocidas como Guinness, Sony, PlayStation, Stella Artois, Levi Strauss & Co. e IKEA. Ha ganado algunos de los premios más prestigiosos de la industria incluyendo numerosos Cannes Lions y Clio Awards por composición original. Raeburn ha compuesto para varios proyectos de televisión, incluyendo los identificativos del canal ITV1. También compuso la música y sonidos de Skype.
Raeburn fue el encargado de componer la música para los Juegos de la Mancomunidad de 2014. En el mismo año escribió la partitura musical para el recuento en vivo de El flautista de Hamelín de Russell Brand, que dirigió en el Royal Albert Hall.
Como artista de grabación, Raeburn lanzó su álbum debut You and Me en 2009 con gran éxito de crítica. Actualmente está dando los toques finales a su próximo lanzamiento.
Raeburn es el fundador y director creativo de multipremiado Soundtree Music, establecido en 1997.

## Obras

### Cine
- Molly Moon: The Incredible Hypnotist (2013) (compositor)
- Mandela: Long Walk to Freedom (2013) (consultor musical)
- Under the Skin (2013) (productor musical, supervisor musical y arreglista)
- The Lie (2010) (compositor)
- Reencarnación (2004) (productor musical, arreglista y supervisor)
- Sexy Beast (2001) (productor musical)[1]
- Breaking the Waves (1996) (coproductor musical)[2]
- Le Confessionnal (1995) (agradecimientos espeiciales)[3]

### Televisión
- Deep and Crisp and Even (2009) (compositor)[4]
- Foreign John (2009) (compositor)[5]
- Blink (1998) (productor musical y compositor)[6]
- Saturday's Shadow (2007) (compositor)[7]
- Mr. Mkhizie's Portrait (Composer)

### Comerciales selectos
- Lurpak - Go Freestyle (2015)
- Adidas - Take It (2015)
- IKEA - Bed (2014)
- Land Rover – Elixir (2014)
- Audi – The Ring (2013)
- Post Office – Just Another Day (2013)
- PlayStation Vita – The World in Play (2012)
- Stella Artois – Le Quest (2012)
- Guinness – World (2009)[8]
- Economist – Red Wires (2009)[9]
- Ford Motor Company – Go Find It (2009)[10]
- Royal Mail – Grow (2008)[11]
- Guinness – Surfer[12]
- Guinness – NoitulovE (2005)[13]
- Guinness – Bet on Black (2000)[8]
- Sony Walkman – Music Pieces[14]
- Stella Artois – Ice Skating Priests (2006)[15]
- Wispa – For the Love of Wispa[16]
- PlayStation 2 – Mountain[17]
- Wrangler – Ride[18]
- Levi's – Twist[19]
- Honda – Jump[20]
- Smirnoff – Sea[21]